# Koldinghus

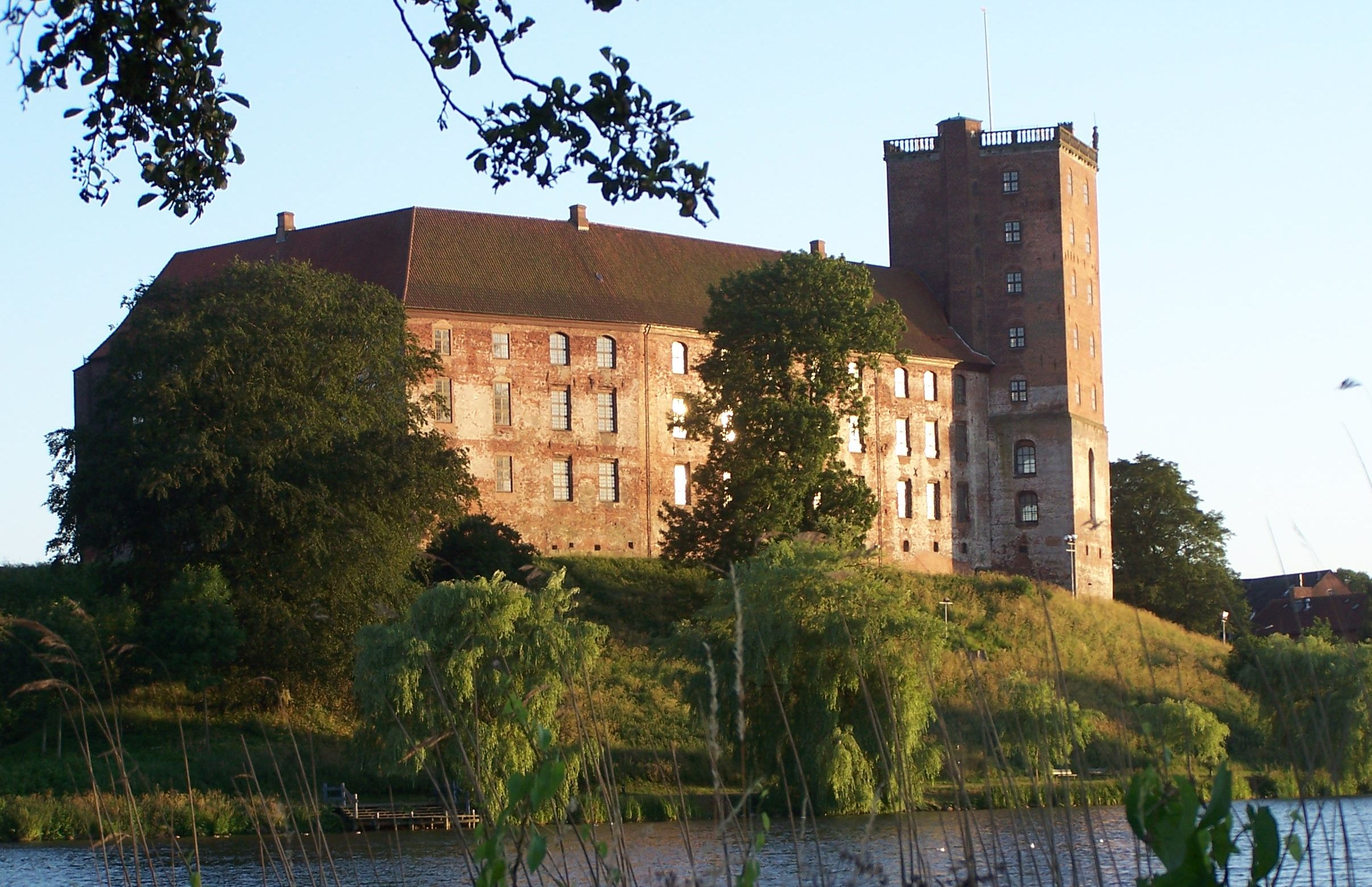
Koldinghus från åsidan

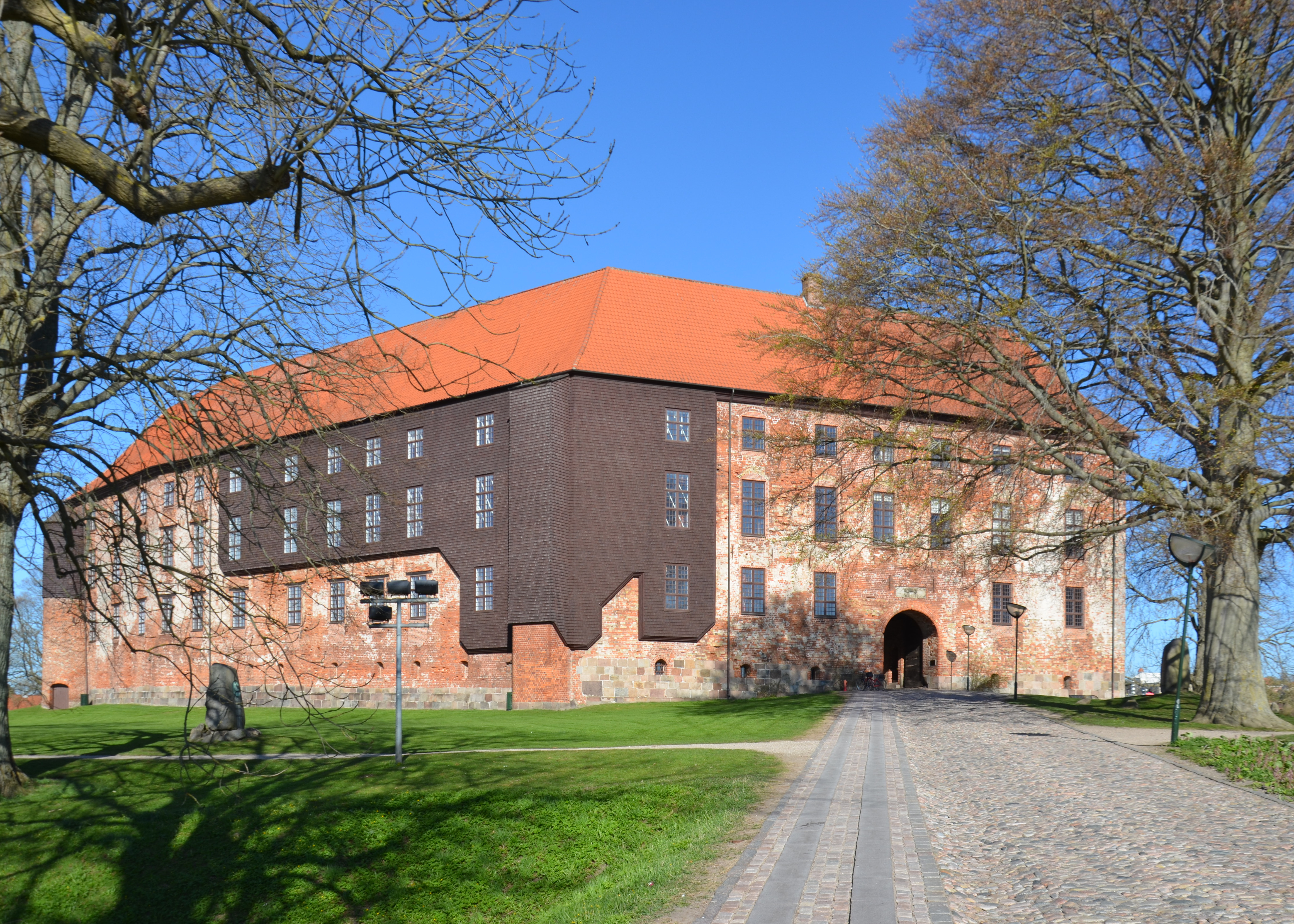
Koldinghus från landsidan

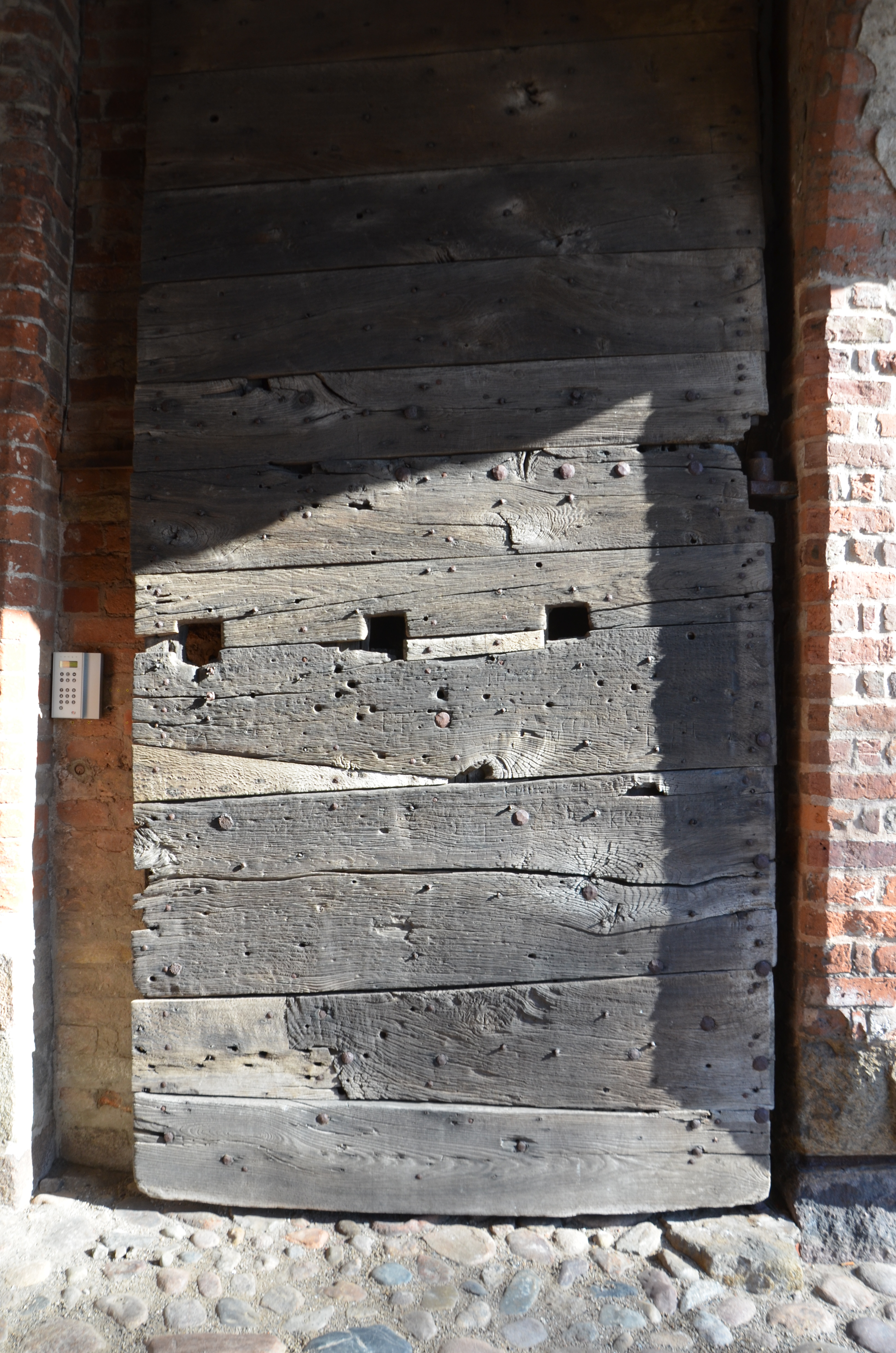
Port till Koldinghus

Koldinghus är ett tidigare kungligt slott i Kolding i Danmark. 
Kolding grundlades 1248 av hertig Abel. Slottet har byggts om och utvidgats vid ett flertal tillfällen, bland annat efter eldsvådor, särskilt en stor 1597. År 1598 påbörjade Kristian IV bygget av slottskyrkan och det stora tornet. Efter 1600-talets krig stod slottet fullt färdigt 1720, byggt av röd munksten på granitsockel, skiffertäckt med fyra flyglar, tre våningar högt. Under spanjorernas besättande 1808 lades Koldinghus i ruiner genom eldsvåda.
Norra huset som restaurerades i början av 1900-talet och har därefter använts till arkeologiskt och historiskt museum.
Idag fungerar slottet som museum, utställningslokal och restaurang.